# Rupp Arena
Rupp Arena är en inomhusarena inne i multianläggningen Lexington Center i den amerikanska staden Lexington i delstaten Kentucky. Den har en publikkapacitet på mellan 5 000 och 20 545 åskådare beroende på arrangemang. Inomhusarenan började byggas den 21 juni 1974 och invigdes den 28 november 1976. Rupp Arena ägs och underhålls av Lexington Center Corporation ägt av staden Lexington. Den används som hemmaarena för Kentucky Wildcats basketlag och tidigare av Kentucky Thoroughblades (1996–2001) och Lexington Men O' War (2002–2003).